# 宮本馨太郎
宮本 馨太郎（みやもと けいたろう、1911年7月30日 - 1979年4月12日）は、日本の民俗学者。立教大学名誉教授。風俗史家・服飾史家の宮本勢助は実父。

## 来歴・人物
東京市下谷区（現東京都台東区池之端）に宮本勢助の長男として生まれ、生涯をこの地に過ごした。
立教大学に入学し史学科で東洋史を専攻し、白鳥庫吉、同じく白鳥清の両氏の薫陶を受けるが、このことを終生誇りとした。
1935年立教大学文学部史学科卒業。1938年民族学研究所研究員、1942年日本民族学協会調査部主任、のち立教大学文学部教授、名誉教授。財団法人日本常民文化研究所創設理事、国立歴史民俗博物館設立準備委員会委員などを歴任。
1929年アチックミューゼアム同人。渋沢敬三に師事し、民俗資料の調査研究、民具収集に従事した。戦後は民具研究の必要性を主張する立場から、文化財保護法や博物館法の制定に参画し、民具の保護・保存事業の推進を図り、博物館の整理や学芸員の養成にあたった。
1955年勢助・馨太郎による山袴コレクションが重要有形民俗文化財に指定された。
1978年民具研究、文化財保護に関する功績により紫綬褒章受章。1979年胆嚢癌により死去。同年、民具、服飾など物質文化研究のパイオニアとして活躍した、宮本勢助、宮本馨太郎の業績を記念して、財団法人宮本記念財団が設立された。

## 著書（単著）
- 『民俗博物館論考』 慶友社、1960年
- 『燈火－その種類と変遷－』六人社、1964年
- 『かぶりもの・きもの・はきもの』岩崎美術社、1968年
- 『民具入門』慶友社、1969年
- 『めし・みそ・はし・わん』岩崎美術社、1973年
- 『日本の民俗 13 東京』第一法規出版 1975
- 『民具研究の軌跡－服飾の民俗学的研究－』柏書房、1977年
- 『東京都の民俗』慶友社、1981年
- 『台所の民俗学』宮本企画　1985　かたりべ叢書
- 『図録 民具入門事典』柏書房、1991年

### 共編著
- 『棚橋先生の生涯と博物館』棚橋源太郎共著 六人社 1962
- 『日本の民具 第4巻 周囲民族』薗部澄,遠藤穎彦写真 八幡一郎共著　慶友社 1967
- 『民具資料調査整理の実務』編 柏書房 1975　地方史マニュアル
- 『東京都民俗関係文献目録』宮本瑞夫共編 学服書屋 1978
- 『民具研究あの頃その頃思い出話 宮本馨太郎紫綬褒章受章感謝の会』編 学服書屋 1978
- 『講座日本の民俗 4 衣・食・住』編 有精堂出版　1979
- 『図録・民具入門事典』編　柏書房　1991

### 翻訳
- A.C.ハッドン『首狩種族の生活』彰考書院 1944